# Regionalwahl in Friaul-Julisch Venetien 2018
Die Regionalwahl in Friaul-Julisch Venetien 2018 fand am 29. April statt; der Regionalrat und der Präsident der Region Friaul-Julisch Venetien wurden gleichzeitig gewählt.

## Wahlergebnis
| Kandidaten                                     | Kandidaten                  | Stimmen | %    | Listen                | Stimmen | %    | Mandate |
| ---------------------------------------------- | --------------------------- | ------- | ---- | --------------------- | ------- | ---- | ------- |
|                                                | Massimiliano Fedrigagewählt | 307.123 | 57,1 | Lega                  | 147.464 | 34,9 | 17      |
| Forza Italia                                   | Massimiliano Fedrigagewählt | 307.123 | 57,1 | 51.234                | 12,1    | 5    |         |
| Progetto FVG                                   | Massimiliano Fedrigagewählt | 307.123 | 57,1 | 26.596                | 6,3     | 3    |         |
| Fratelli d’Italia                              | Massimiliano Fedrigagewählt | 307.123 | 57,1 | 23.128                | 5,5     | 2    |         |
| Autonomia Responsabile                         | Massimiliano Fedrigagewählt | 307.123 | 57,1 | 16.802                | 4,0     | 1    |         |
| ↳ Gesamt                                       | Massimiliano Fedrigagewählt | 307.123 | 57,1 | 265.224               | 62,7    | 28   |         |
|                                                | Sergio Bolzonello           | 144.363 | 26,8 | Partito Democratico   | 76.579  | 18,1 | 9       |
| Cittadini per Bolzonello Presidente            | Sergio Bolzonello           | 144.363 | 26,8 | 17.297                | 4,1     | 2    |         |
| Open Sinistra FVG                              | Sergio Bolzonello           | 144.363 | 26,8 | 11.715                | 2,8     | 1    |         |
| Slovenska Skupnost                             | Sergio Bolzonello           | 144.363 | 26,8 | 4.895                 | 1,2     | 1    |         |
| Nicht gewählte Direktkandidat                  | Sergio Bolzonello           | 144.363 | 26,8 | –                     | –       | 1    |         |
| ↳ Gesamt                                       | Sergio Bolzonello           | 144.363 | 26,8 | 110.486               | 26,1    | 14   |         |
|                                                | Alessandro Fraleoni Morgera | 62.776  | 11,7 | Movimento 5 Stelle    | 29.862  | 7,1  | 4       |
|                                                | Sergio Cecotti              | 23.696  | 4,4  | Patto per l’Autonomia | 17.350  | 4,1  | 2       |
| Gesamt                                         | Gesamt                      | 537.958 | 100  |                       | 422.922 | 100  | 48      |
|                                                |                             |         |      |                       |         |      |         |
| Quelle: Regione Autonoma Friuli-Venezia Giulia |                             |         |      |                       |         |      |         |